# Kim Min Suk
Kim Min-seok (nascido em 24 de janeiro de 1990)  mais conhecido como Kim Min Suk,  é um ator sul-coreano. Teve papéis coadjuvantes em séries de televisão como Flower Band (2012), Descendants of the Sun, The Doctors (2016) e Innocent Defendant (2017).

## Carreira
Kim participou do Superstar K 3, um programa de audição de sobrevivência para cantores na Mnet. Ele apareceu na audição regional preliminar em Daegu, mas nunca chegou ao grupo de 11 competidores que realmente competiram no show.  Pouco depois, Kim fez sua estréia na série musical juvenil "Flower Band" da tvN, interpretando um ambicioso tecladista. 
Ele ganhou reconhecimento com seu papel no drama de sucesso pan-asiático Descendants of the Sun.  No mesmo ano, ele estrelou o drama médico The Doctors da SBS, e ganhou o prêmio de "Best New Actor" no Baeksang Arts Awards. 
Em 2017, Kim desempenhou papéis coadjuvantes no thriller jurídico "Innocent Defendant" da SBS, o drama sobre a maioridade "Hello, My Twenties! 2" da JTBC e a série de comédia romântica Because This is My First Life da tvN.  Em 16 de novembro de 2017, foi relatado que o contrato de Kim com a Woollim Entertainment havia expirado e ele não havia renovado com a empresa.  Mais tarde, foi relatado que ele assinou com a Respect Entertainment. 
Em 2018, Kim interpretou seu primeiro papel principal no drama especial "Almost Touching".  Em dezembro de 2018, Kim se alistou no exército para cumprir seu dever de recruta. 
Em setembro de 2020, Kim se juntou ao elenco da série de comédia romântica "City Couple's Way of Love" da Kakao TV, que retratará as verdadeiras histórias de amor de jovens que vivem ferozmente com "outro eu" em uma cidade complexa. A primeira série "Lovestruck in the City" está marcada para ir ao ar em 8 de dezembro de 2020 e também estará disponível para streaming na Netflix.

## Filmografia

### Filme
| Ano  | Título                    | Função                    | Ref.   |
| ---- | ------------------------- | ------------------------- | ------ |
| 2013 | Moebius                   | Thug 1 (breve aparição)   |        |
| 2017 | A Special Lady            | Joo-hwan                  | [ 14 ] |
| 2018 | Monstrum                  |                           | [ 15 ] |
| 2019 | Jesters:The Game Changers | Pal-poong                 | [ 16 ] |
| 2019 | Man of Men                | Jeong Gi (breve aparição) | [ 17 ] |
| ASA  | Shark                     |                           | [ 18 ] |

### Séries de televisão
| Ano                    | Título                                  | Rede               | Função                      | Ref.   |
| ---------------------- | --------------------------------------- | ------------------ | --------------------------- | ------ |
| 2012                   | Flower Band                             | tvN                | Seo Kyung-jong              |        |
| 2014                   | Aftermath                               | NaverTV Cast       | Jo In-ho                    |        |
| 2014                   | Hi! School: Love On                     | KBS2               | Park Byung-wook             |        |
| 2015                   | Who Are You: School 2015                | KBS2               | Min-suk                     |        |
| 2015                   | Imaginary Cat                           | MBC Every 1        | Yook Hae-gong               |        |
| 2016                   | Imaginary Cat                           | MBC Every 1        | Yook Hae-gong               |        |
| Descendants of the Sun | KBS2                                    | Kim Gi-beom        |                             |        |
| The Doctors            | SBS                                     | Choi Kang-soo      |                             |        |
| 2017                   | SBS                                     | Innocent Defendant | Lee Sung-gyu                | [ 19 ] |
| 2017                   | Hello, My Twenties! 2                   | JTBC               | Seo Jang-hoon               | [ 20 ] |
| 2017                   | Because This Is My First Life           | tvN                | Sim Won-seok                | [ 21 ] |
| 2018                   | The Beauty Inside                       | JTBC               | Han Se-gye (breve aparição) | [ 22 ] |
| 2018                   | Drama Special: Almost Touching          | KBS2               | Kang Seong-chan             | [ 23 ] |
| 2018                   | Heart Surgeons                          | SBS                | Surgeon (breve aparição)    | [ 24 ] |
| 2018                   | Drama Stage Season 2: Withdrawal Person | tvN                | Byung Doo                   | [ 25 ] |

### Web series
| Ano     | Título                 | Rede              | Função          | Ref.          |
| ------- | ---------------------- | ----------------- | --------------- | ------------- |
| 2020–21 | Lovestruck in the City | KakaoTV / Netflix | Choi Kyeong-jun | [ 26 ] [ 27 ] |

### Show de variedades
| Ano  | Título                             | Rede    | Função           | Notas                                    | Ref.   |
| ---- | ---------------------------------- | ------- | ---------------- | ---------------------------------------- | ------ |
| 2011 | Superstar K 3                      | Mnet    | Competidor       | Teste, apareceu nas semifinais           |        |
| 2016 | Celebrity Bromance                 | MBig TV | Elenco principal | 6ª Temporada com L (Infinite)            | [ 28 ] |
| 2016 | King of Mask Singer                | MBC     | Competidor       | como "The Sun's Junior", episódios 59-60 | [ 29 ] |
| 2016 | Flower Crew                        | SBS     | Elenco principal |                                          | [ 30 ] |
| 2017 | Law of the Jungle in Kota Manado   | SBS     | Elenco principal | Ep. 252 - 255 junto com Sungyeol         | [ 31 ] |
| 2018 | It's Dangerous Beyond the Blankets | MBC     | Elenco principal | Ep. 1-2 e 6-7 (Temporada 2)              | [ 32 ] |
| 2021 | Long Live Independence             | JTBC    | Elenco principal |                                          | [ 33 ] |

### MC
| Título   | Função       | Data                                       | Notas                                | Ref.   |
| -------- | ------------ | ------------------------------------------ | ------------------------------------ | ------ |
| Inkigayo | MC principal | 3 de julho de 2016 - 22 de janeiro de 2017 | com Gong Seung-yeon e Yoo Jeong-yeon | [ 34 ] |

### Aparições em videoclipes
| Ano  | Título da música   | Artista | Ref.   |
| ---- | ------------------ | ------- | ------ |
| 2017 | "One Late Morning" | Joo     | [ 35 ] |

## Discografia

### Trilha sonora
| Ano  | Canção                    | Álbum           | Notas                            |
| ---- | ------------------------- | --------------- | -------------------------------- |
| 2012 | "Somehow you (어쩌다 널)" | Flower Band OST | Lançado: 20 de fevereiro de 2012 |

## Prêmios e indicações
| Ano  | Prêmio                    | Categoria                                         | Trabalho nomeado              | Resultado | Ref.   |
| ---- | ------------------------- | ------------------------------------------------- | ----------------------------- | --------- | ------ |
| 2016 | 5th APAN Star Awards      | Best New Actor                                    | Descendants of the Sun        | Indicado  |        |
| 2016 | 9th Korea Drama Awards    | Best New Actor                                    | Descendants of the Sun        | Indicado  |        |
| 2016 | 29th Grime Awards         | Best New Actor                                    | Descendants of the Sun        | Indicado  |        |
| 2016 | SBS Entertainment Awards  | Best Entertainer Award                            | Inkigayo                      | Venceu    | [ 36 ] |
| 2016 | KBS Drama Awards          | Best New Actor                                    | Descendants of the Sun        | Indicado  |        |
| 2016 | SBS Drama Awards          | New Star Award                                    | The Doctors                   | Venceu    | [ 37 ] |
| 2017 | 53rd Baeksang Arts Awards | Best New Actor (TV)                               | The Doctors                   | Venceu    | [ 38 ] |
| 2017 | 12th Annual Soompi Awards | Breakout Actor                                    | Descendants of the Sun        | Venceu    |        |
| 2017 | 1st The Seoul Awards      | Best New Actor (Drama)                            | Innocent Defendant            | Venceu    | [ 39 ] |
| 2017 | SBS Drama Awards          | Excellence Award, Actor in a Monday-Tuesday Drama | Innocent Defendant            | Indicado  |        |
| 2018 | 13th Soompi Awards        | Best Supporting Actor Award in the male category  | Because This Is My First Life | Indicado  |        |